# Molitva

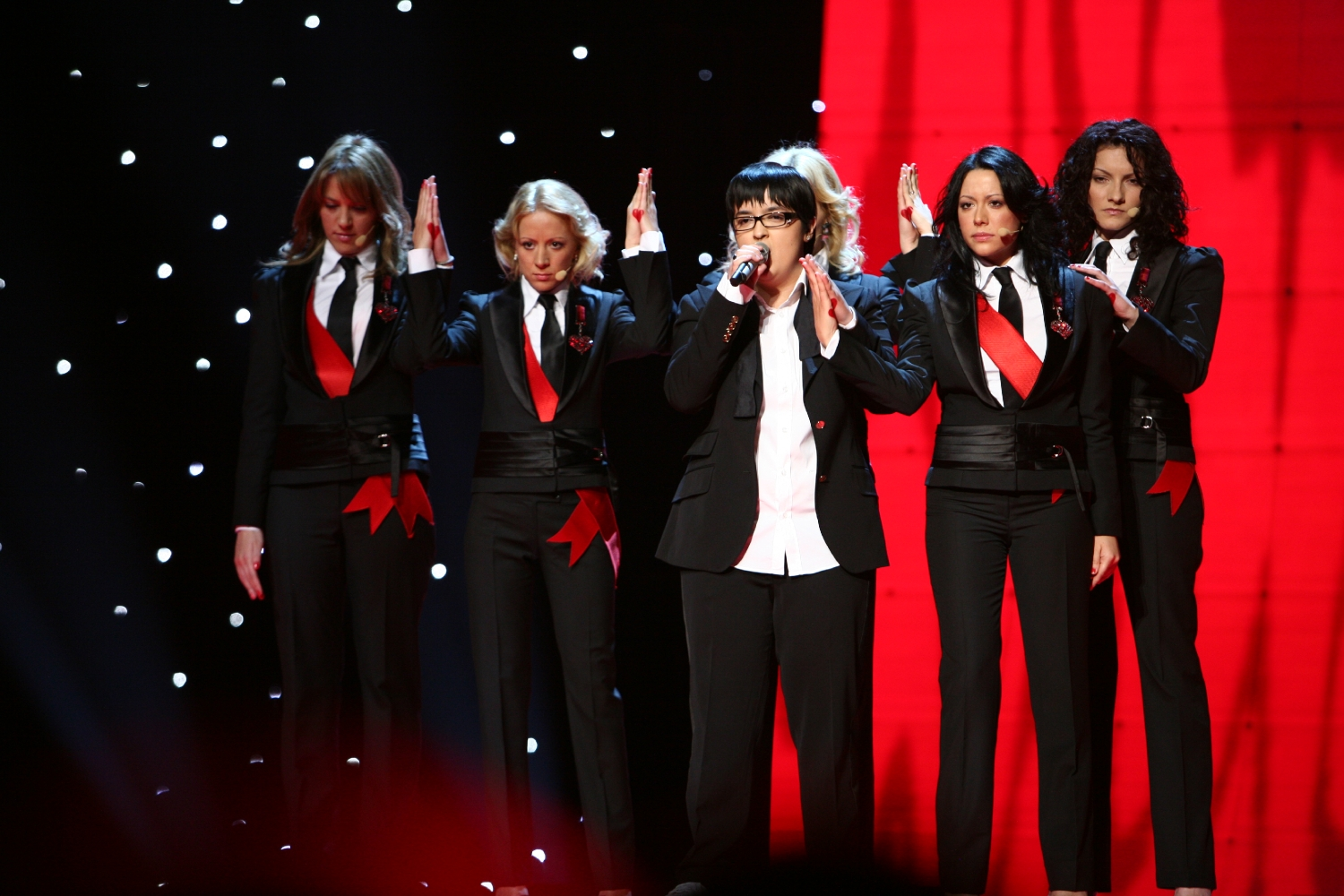
Marija Šerifovićová zpívá píseň Molitva

Molitva (srbskou cyrilicí: Молитва; česky: Modlitba) je vítězná píseň Eurovision Song Contest představená srbskou zpěvačkou Marijou Šerifovićovou v roce 2007.
Molitva je první vítězná píseň zpívaná v jiném než anglickém jazyce od roku 1998. Také je to poprvé od doby, kdy se stalo divácké hlasování standardem, co vyhrála balada. Píseň je také zajímavá díky její prezentaci, protože v ní chyběl tanec, efektní kostýmy, pyrotechnika nebo jiné klasické taháky. Eurovision Song Contest je často obviňovaná ze soustředění se na tyto věci namísto na samotnou hudbu. Mnohé prvky písně Molitva jsou kontrastní s předcházející vítěznou písní Hard Rock Hallelujah.
Marijino vystoupení bylo doplněné pěti vokalistkami, které nyní vystupují jako Beauty Queens.
Komentátor Eurovize z britské televizní stanice BBC, Terry Wogan, zkritizoval Šerifovićovou za její vystoupení s "nezakasaným tričkem a neuvázanou kravatou" a okomentoval vokalistky, že byly oblečené jako "vězeňské dozorkyně". Potom, co píseň získala ohromující aplaus od diváků, poznamenal „Jdou mě unést“.

## Další verze
Anglická verze písně se jmenuje „Destiny“ (Osud), ruská „Молитва“ (Modlitba) a finská verze „Rukoilen“ (tu nezpívá Marija, ale Beauty Queens). Píseň také vyšla jako taneční remix „Jovan Radomir mix“ od švédského moderátora Jovana Radomira, který také napsal anglický text. Taktéž byla vydaná instrumentální a karaoke verze.

## Obvinění z plagiátorství
Dva dny po finále se tvrdilo, že píseň byla zkopírovaná z písně „Ndarja“ od albánské zpěvačky Soni Malajové. Toto nařčení ale bylo vyvráceno makedonským skladatelem Marjanem Filipovskim, autorem písně „Ndarja“.